# ASL Airlines Hungary
Az ASL Airlines Hungary Kft, korábban Farnair Hungary 1990-ben alapított magyarországi légitársaság. Menetrend szerinti expressz rakományszállítás, ad hoc charterszolgáltatás és segélyszállítmányok célba juttatása jelentik a fő tevékenységét. Bázisrepülőtere a Budapesti Liszt Ferenc Nemzetközi repülőtér.

## Története
A légitársaság 1990-ben alakult és kezdte meg működését NAWA Air Transport néven. 1993-ban a Farner Air Transport megvásárolta, és Farner Air Transport Hungary néven üzemelt tovább. 1997-ben változtatták Farnair Group-ra, illetve Farnair Hungary-ra a vállalatok neveit. Az ASL Aviation Group 2014-ben felvásárolta a Farnair Group-ot, így az új anyavállalat 2015. június 4-én bejelentette, hogy a Farnair Hungary-t, ASL Airlines Hungary-ra nevezik át.
Az ASL Airlines Hungary része a dublini székhelyű a globális Aviation Services Group ASL Aviation Holdings-nak. A csoport több társaságból áll, köztük 8 légitársaságból, karbantartó létesítményekből és több lízingtársaságból. Így a légitársaság hetente több mint 120 járatot hajt végre európai hálózatban.

## Flotta
Az ASL Airlines Hungary flottája a 6 db Boeing 737–400F repülőgépekből áll jelenleg.

## Balesetek és események
- 2005. január 27-én a Farnair Hungary Let L–410 repülőgépe kényszerleszállást hajtott végre Jászvásári nemzetközi repülőtéren, Romániában. Amikor a legénység megadta a pozícióját a légiforgalmi irányításnak a repülőtéri leszállópálya felett, jelezte, hogy jobbra kíván fordulni, de mégis inkább balra fordultak. Ezt követően a repülőgép túlfutott a leszállópályától és összeroncsolódott a repülőtéren. A fedélzeten tartózkodó kétfős legénység életét vesztette. Havazás is volt, amikor az eset megtörtént.[6]

- 2016. augusztus 5-én az ASL Airlines Hungary Boeing 737-476 (SF), HA-FAX lajstromjelű repülőgépe, túlfutott a 28-as leszállópályán a földet érést követően a Bergamo-Orio al Serió-i repülőtéren. Mindez 300 méterrel a leszállópálya végétől történt. Sérülések nem voltak, csak néhány autó roncsolódott, illetve a repülőgép az esemény következtében jelentős károkat szenvedett.[7]
- 2021-ben minden különösebb bejelentés nélkül a légitársaságot felszámolták, flottáját az ír ASL Airlines Ireland légitársasághoz regisztrálták be.[8]

## Fordítás
- Ez a szócikk részben vagy egészben  az   ASL Airlines Hungary című angol Wikipédia-szócikk ezen változatának fordításán alapul.  Az eredeti cikk szerkesztőit annak laptörténete sorolja fel. Ez a jelzés csupán a megfogalmazás eredetét és a szerzői jogokat jelzi, nem szolgál a cikkben szereplő információk forrásmegjelöléseként.